# Nada Cristofoli
Nada Cristofoli (* 6. Januar 1971 in Spilimbergo) ist eine ehemalige italienische Radrennfahrerin.
Bei den UCI-Bahn-Weltmeisterschaften 1995 in Bogotá wurde Nada Cristofoli Vize-Weltmeisterin im Punktefahren. Im Jahr darauf wurde sie bei den Olympischen Spielen in Atlanta Sechste in derselben Disziplin. Mehrfach startete sie auch bei UCI-Straßen-Weltmeisterschaften; ihre beste Platzierung war ein 13. Rang 1994. 1999 beendete sie ihre Radsportlaufbahn.